# Jonas Laupheimer
Jonas Jomtov Laupheimer (geboren am 1. Juli 1846 in Laupheim; gestorben am 25. Januar 1914 in Bad Buchau) war ein deutscher Rabbiner.

## Leben
Jonas Laupheimer, Sohn des Elias Laupheimer (1805–1884) und der Klara Hofheimer Laupheimer (1811–1893), wurde 1846 in Laupheim geboren. Er hatte neun Geschwister. Er besuchte von 1870 bis 1871 das Jüdisch-Theologische Seminar in Breslau und wurde 1880 zum Rabbinatsverweser in Buttenhausen, einem heutigen Teilort von Münsingen ernannt. Von 1887 bis 1914 – er starb nach einem Schlaganfall – war er Rabbiner in Bad Buchau, das in dieser Zeit mit dem Rabbinat Buttenhausen vereinigt wurde. 
Aus seiner seit 1876 bestehenden Ehe mit Bluma Hofheimer (1858–1937) gingen vier Töchter und ein Sohn hervor. Die vier Töchter Cornelia, Elsa, Hermine und Frida starben alle kurz nach der Geburt oder im Kindesalter. Der Sohn Friedrich Laupheimer (1890–1965) wurde später Bezirksrabbiner in Bad Ems.

## Dokumentation
Landesamt für Denkmalpflege Baden-Württemberg, ehemals LDA BW (Landesdenkmalamt BW, 2004 umstrukturiert).

## Epigramme
- Grabstein in Buchau Nr. 360a, bestattet am 27. Januar 1914
- Grabstein in Buchau Nr. 360b für Bluma Laupheimer, geborene Hofheimer